# العلاقات الإثيوبية الجورجية
العلاقات الإثيوبية الجورجية هي العلاقات الثنائية التي تجمع بين إثيوبيا وجورجيا.

## مقارنة بين البلدين
هذه مقارنة عامة ومرجعية للدولتين:
| وجه المقارنة                                              | إثيوبيا                        | جورجيا                          |
| --------------------------------------------------------- | ------------------------------ | ------------------------------- |
| المساحة (كم2)                                             | 1.10 مليون                     | 69.70 ألف                       |
| عدد السكان (نسمة)                                         | 104.96 مليون                   | 3.72 مليون                      |
| الكثافة السكانية (ن./كم²)                                 | 95.42                          | 53.37                           |
| العاصمة                                                   | أديس أبابا                     | تبليسي، كوتايسي                 |
| اللغة الرسمية                                             | اللغة الأمهرية                 | اللغة الجورجية، اللغة الأبخازية |
| العملة                                                    | بير إثيوبي                     | لاري جورجي                      |
| الناتج المحلي الإجمالي (بليون دولار)                      | 80.56 مليار                    | 15.16 مليار                     |
| الناتج المحلي الإجمالي (تعادل القوة الشرائية) بليون دولار | 161.90 مليار                   | 35.68 مليار                     |
| الناتج المحلي الإجمالي الاسمي للفرد دولار أمريكي          | 619                            | 3.79 ألف                        |
| الناتج المحلي الإجمالي للفرد دولار أمريكي                 | 1.50 ألف                       |                                 |
| مؤشر التنمية البشرية                                      | 0.442                          | 0.754                           |
| رمز المكالمات الدولي                                      | +251                           | +995                            |
| رمز الإنترنت                                              | .et                            | .ge، .გე ‏                       |
| المنطقة الزمنية                                           | ت ع م+03:00، توقيت شرق أفريقيا | ت ع م+04:00                     |

## منظمات دولية مشتركة
يشترك البلدان في عضوية مجموعة من المنظمات الدولية، منها:
| علم المنظمة | اسم المنظمة                   | تاريخ انضمام إثيوبيا | تاريخ انضمام جورجيا |
| ----------- | ----------------------------- | -------------------- | ------------------- |
|             | الاتحاد البريدي العالمي       | ?                    | ?                   |
|             | مؤسسة التنمية الدولية         | 11 أبريل 1961        | 31 أغسطس 1993       |
|             | الأمم المتحدة                 | 13 نوفمبر 1945       | 31 يوليو 1992       |
|             | مؤسسة التمويل الدولية         | 20 يوليو 1956        | 29 يونيو 1995       |
|             | البنك الدولي للإنشاء والتعمير | 27 ديسمبر 1945       | 7 أغسطس 1992        |
|             | الاتحاد الدولي للاتصالات      | 20 فبراير 1932       | 7 يناير 1993        |
|             | الفريق المعني برصد الأرض      | ?                    | ?                   |
|             | يونسكو                        | 1 يوليو 1955         | 7 أكتوبر 1992       |

## وصلات خارجية
- موقع وزارة الخارجية الإثيوبية
- موقع وزارة الخارجية الجورجية